# Gino Stevenheydens
Gino Stevenheydens (14 december 1986) is een Belgisch zwemmer. Stevenheydens is samen met Dieter Dekoninck, Nick Verschueren en Wim Goris Belgisch recordhouder op de 4x100m wisselslag.

## Persoonlijke records
(Per 22 september 2011)

### Kortebaan
| afstand          | tijd    | datum           | plaats |
| ---------------- | ------- | --------------- | ------ |
| 100m vlinderslag | 52,86   | 4 augustus 2009 | Leuven |
| 200m vlinderslag | 1.59,14 | 3 augustus 2009 | Leuven |

### Langebaan
| afstand          | tijd    | datum        | plaats    |
| ---------------- | ------- | ------------ | --------- |
| 100m vlinderslag | 53,75   | 28 juli 2009 | Molenbeek |
| 200m vlinderslag | 2.01,24 | 28 juli 2009 | Molenbeek |